# Нова Теча
Нова Теча (рос. Новая Теча) — присілок, підпорядкований місту Озерську Челябінської області Російської Федерації.
Населення становить 144 особи (2010).

## Історія
Згідно із законом від 26 серпня 2004 року органом місцевого самоврядування є Озерський міський округ.

## Населення
| 2002 | 2010 |
| ---- | ---- |
| 42   | ↗144 |